# جاندارگرایی
جاندارگرایی یا ارگانیسم‌گرایی (به انگلیسی: Organicism) یک موضع فلسفی است که بیان می‌کند جهان و بخش‌های مختلف آن (از جمله جوامع انسانی) دقیقاً مانند یک جاندار، باید زنده و دارای نظم طبیعی در نظر گرفته شوند. نکته حیاتی برای این موضع این ایده است که عناصر جاندار به خودی خود «چیزهای» غیرفعل نیستند، بلکه اجزای پویایی در یک سیستم جامع هستند که به‌طور کلی و همواره در حال تغییر هستند. جاندارگرایی با کل‌گرایی مرتبط است اما تا جایی که کل‌گرایی را پیشگویی می‌کند از آن متمایز می‌ماند؛ درحالی‌که مفهوم دوم به‌طور گسترده‌تری برای ارتباطات جهانی جزء-کل مانند انسان‌شناسی و جامعه‌شناسی به‌کار می‌رود، مفهوم اول فقط در فلسفه و زیست‌شناسی کاربرد دارد. علاوه بر این، جاندارگرایی به‌دلیل در نظر گرفتن «علیت از پایین به بالا و از بالا به پایین» با تقلیل‌گرایی ناسازگار است. جاندارگرایی که به‌عنوان یک اصل اساسی در فلسفه طبیعی در نظر گرفته می‌شود، در کنار تقلیل‌گرایی و مکانیک‌گرایی، جریانی حیاتی در تفکر مدرن باقی مانده است که از اوایل قرن هفدهم، پژوهش‌های علمی را هدایت کرده است.
اگرچه در مورد پیش‌زایش جاندارگرایی بین مورخان اختلاف نظر وجود دارد، اما اکثر محققان بر سر آتن باستان به‌عنوان زادگاه آن توافق دارند. افلاطون که در نوشته‌های آتنی در قرن چهارم پیش از میلاد دیده می‌شود، از جمله اولین فیلسوفانی بود که جهان را موجودی زنده (تقریباً دارای ادراک) هوشمند می‌دانست، و این را در آثار فیلبوس و تیمائوس خود مطرح می‌کند. در آغاز قرن هجدهم، ایمانوئل کانت با تأکید بر «ارتباط متقابل جاندار و اجزای آن، و علیت دایره‌ای» که ذاتیِ درهم‌تنیدگیِ لاینفکِ کلِ بزرگ‌تر است، در آثار مکتوب خود از احیای اندیشه جاندارگرایی حمایت کرد.
جاندارگرایی برای مدتی در جریان جنبش فکری رمانتیسم آلمان رونق گرفت و موضعی بود که توسط فریدریش ویلهلم یوزف شلینگ به‌عنوان یک اصل مهم در حوزه مطالعات زیست‌شناسی در نظر گرفته می‌شد. در زیست‌شناسی معاصر جاندارگرایی بر سازماندهی (به‌ویژهخودسازمان‌دهی) تأکید دارد، نه بر ترکیب (تقلیل به اجزای زیستی) موجودات زنده. جان اسکات هالدان اولین زیست‌شناس مدرن بود که در سال ۱۹۱۷ از این اصطلاح برای بسط موضع فلسفی خود استفاده کرد؛ دیگر دانشگاهیان و کارشناسان قرن بیستم مانند تئودور آدورنو راه هالدان را دنبال کرده‌اند.
اخیراً با سنتز تکاملی گسترده، علاقه علمی به زیست‌شناسی ارگانیک احیا شده است.

## در فلسفه
جاندارگرایی به‌عنوان یک نظریه، مکانیسم و تقلیل‌گرایی (نظریه‌هایی که ادعا می‌کنند کوچک‌ترین اجزا به خودی خود رفتار سیستم‌های سازمان‌یافته بزرگ‌تری را که خود بخشی از آن هستند، توضیح می‌دهند) را رد می‌کند. جاندارگرایی حیات‌گرایی را نیز رد می‌کند، آموزه‌ای که معتقد است نیروی حیاتی متفاوتی از نیروهای فیزیکی وجود دارد که موجودات زنده را توجیه می‌کند. همان‌طور که فریتیوف کاپرا می‌گوید، هر دو مکتب، جاندارگرایی و حیات‌گرایی از تلاش برای خلاص شدن از تصویر دکارتی از واقعیت زاده شدند، دیدگاهی که ادعا می‌شود مخرب‌ترین پارادایم امروزی، از علم گرفته تا سیاست است. تعدادی از زیست‌شناسان در اوایل تا اواسط قرن بیستم جاندارگرایی را پذیرفتند. آن‌ها می‌خواستند حیات‌گرایی‌های پیشین را رد کنند، اما همچنین تأکید کنند که زیست‌شناسی کل ارگانیسم با مکانیسم اتمی قابل توضیح نیست. سازمان بزرگ‌تر یک سیستم ارگانیک ویژگی‌هایی دارد که برای توضیح رفتار آن باید در نظر گرفته شوند.

جانورشناس فرانسوی ایو دلاژ در اثر خود وراثت و مسائل بزرگ زیست‌شناسی عمومی ارگانیسم را این‌گونه توصیف می‌کند:
زندگی، شکل بدن، خواص و ویژگی‌های بخش‌های متنوع آن، که ناشی از بازی یا مبارزه متقابل همه عناصر، سلول‌ها، الیاف، بافت‌ها، اندام‌هایی است که بر یکدیگر تأثیر می‌گذارند، یکدیگر را تغییر می‌دهند، جایگاه و بخش خود را بین هر یک از آن‌ها تقسیم می‌کنند و همه را با هم به نتیجه نهایی می‌رسانند و بدین ترتیب ظاهری از اجماع یا هماهنگی ازپیش‌تعیین‌شده را به‌وجود می‌آورند، درحالی‌که در واقع چیزی جز نتیجه پدیده‌های مستقل وجود ندارد.
اسکات گیلبرت و ساهوترا سارکار، جاندارگرایی را از کل‌گرایی متمایز می‌کنند تا از آنچه که به‌عنوان معانی حیات‌گرایانه یا معنویت‌گرایانه کل‌گرایی می‌بینند، اجتناب کنند. وال دوسک خاطرنشان می‌کند که کل‌گرایی شامل پیوستاری از درجات کنترل از بالا به پایین سازماندهی است، که از یگانه‌گرایی (نظریه‌ای که می‌گوید تنها شیء کامل کل جهان است، یا این‌که فقط یک موجودیت، جهان وجود دارد) تا جاندارگرایی که استقلال نسبتاً بیشتری را برای اجزا از کل قائل است، علی‌رغم این‌که کل چیزی بیش از مجموع اجزا است، یا کل تا حدودی بر رفتار اجزا کنترل اعمال می‌کند، متغیر است.
استقلال بیشتری در کل‌گرایی رابطه‌ای وجود دارد. این نظریه ادعای کنترل از بالا به پایین کل بر اجزای آن را ندارد، بلکه ادعا می‌کند که روابط اجزا برای توضیح رفتار سیستم ضروری است. ارسطو و فیلسوفان و دانشمندان اوایل دوران مدرن تمایل داشتند واقعیت را به‌عنوان چیزی ساخته‌شده از جوهرها و ویژگی‌های آن‌ها توصیف کنند و روابط را نادیده بگیرند. گوتفریت لایبنیتس نتایج عجیب و غریبی را که آموزه عدم وجود روابط به آن‌ها منجر می‌شد، نشان داد. فلسفه قرن بیستم با معرفی و تأکید بر اهمیت روابط، چه در منطق، چه در پدیدارشناسی و چه در متافیزیک مشخص شده است.
ویلیام ویمست اظهار داشته است که تعداد عبارات در روابط مورد بررسی، تقلیل‌گرایی را از کل‌گرایی متمایز می‌کند. توضیحات تقلیل‌گرایانه ادعا می‌کنند که دو یا حداکثر سه رابطه جمله‌ای برای توضیح رفتار سیستم کافی است. در حالت دیگر این سیستم را می‌توان به‌عنوان یک رابطه واحد ده به بیست و ششم در نظر گرفت.

## در الهیات
جاندارگرایی به‌عنوان یک بن‌مایه ساختاردهنده یا جهان‌بینی، در خداشناسی جزمی قرن نوزدهم نمود پیدا می‌کند. این امر توسط هرمان باوینک متکلم هلندی اجرا شد و به طرق مختلف مورد بحث و ارزیابی قرار گرفته است. با این وجود تلقی باوینک از واقعیت به‌عنوان هستی و شدن، با وحدت و تنوع ارگانیک که ریشه در جوهره واحد تثلیث دارد، نمونه برجسته‌ای از اجرای الهیاتی جاندارگرایی است.
به همین ترتیب می‌توان زبان ارگانیسم‌گرایانه را در رابطه با ایمان و کلیسا، توسط متکلم لوتری نروژی، ژیزل جانسون یافت. جانسون رابطه بین ایمان، کلیسا و توسعه تاریخی را به‌عنوان «یک توسعه ارگانیک» تعبیر می‌کند و آن را به یک جوانه تشبیه می‌کند. از نظر ژیزل الهیات منسجم خود یک موجودیت ارگانیک است، هم‌بسته ایمان به‌عنوان اصل شناخت که در آن «وظیفه، تبیین و بازتولید منسجم محتوای آگاهی ایمانی است، که به موجب آن اجزا در همه جا در ارتباط درونی اساسی خود با کل، به‌عنوان یک ارگانیسم که توسط یک اصل مشخص نفوذ کرده و کنترل می‌شود، ظاهر می‌شوند.»
پیش از هر دوی این متکلمان جاندارگرایی نقش مهمی در ساختار جزمیِ هانس لاسن مارتنسن، جزم‌اندیش دانمارکی ایفا می‌کرد. این مارتنسن است که تعریف مفید و مختصری از اندام‌انگاری در پیاده‌سازی الهیاتی آن ارائه می‌دهد: «فقط در مورد چیزهای بی‌جان و مکانیکی (مثلاً یک حلقه یا یک زنجیر) صادق است که کل را نمی‌توان بدون داشتن تمام اجزا داشت. در اشیاء زنده و ارگانیک، داشتن کل بدون داشتن تمام اجزا بسیار ممکن است. اما زندگی ابدی و چیزهایی که به زندگی ابدی تعلق دارند، باید تابع قوانین زندگی در نظر گرفته شوند.»
به این ترتیب اگرچه جاندارگرایی بین افراد جزم‌اندیش به‌کار گرفته می‌شود، اما مخرج مشترک مفهومی مفیدی را ارائه می‌دهد و نوعی انعطاف‌پذیری و نرمی بین مفاهیم را ممکن می‌سازد: برای باوینک، خدا و جهان؛ برای گیزل، ایمان و حقیقت؛ و برای مارتنسن، زندگی و انجیل.

## در سیاست و جامعه‌شناسی
اصطلاح جاندارگرایی همچنین برای توصیف مفاهیم مطرح‌شده توسط دانشمندان علوم اجتماعی مختلف در اواخر قرن نوزدهم به‌کار رفته است که جامعه انسانی را مشابه یک ارگانیسم و افراد را مشابه سلول‌های یک ارگانیسم می‌دانستند. این نوع جامعه‌شناسی ارگانیسم‌گرا توسط آلفرد اسپیناس، پل فون لیلینفلد، ژاک نوویکوف، آلبرت شافل، هربرت اسپنسر و رنه ورمز و دیگران بیان شد. متفکران سیاسی محافظه‌کار برجسته‌ای که دیدگاه ارگانیکی نسبت به جامعه ارائه داده‌اند عبارتند از ادموند برک، هگل، آدام مولر و ژولیوس ایوولا. جاندارگرایی همچنین با «رادیکالیسم توری» توماس کارلایل، جان راسکین، ساموئل تیلور کلریج و بنجامین دیزرائیلی یکی دانسته شده است.
می‌توان گفت توماس هابز نوعی از جاندارگرایی را مطرح کرد. او در لویاتان استدلال کرد که دولت مانند یک خدای سکولار است که اجزای آن (مردم) یک ارگانیسم بزرگ‌تر را تشکیل می‌دهند. با این حال بدن لویاتان از چهره‌های انسانی زیادی تشکیل شده است (که همگی از بدن به بیرون نگاه می‌کنند) و این چهره‌ها نماد اندام‌های مختلف یک ارگانیسم پیچیده نیستند، بلکه نمادی از افرادی هستند که خودشان به قرارداد اجتماعی رضایت داده‌اند و از این طریق قدرت خود را به لویاتان واگذار کرده‌اند. این‌که لویاتان بیشتر شبیه یک ماشین ساخته شده است تا یک موجود زنده واقعی، کاملاً با فردگرایی عنصرگرایانه و ماتریالیسم مکانیکی هابز همسو است.
به گفتهٔ محققانی مانند ژان-ایو کامو و نیکولا لوبورگ، جاندارگرایی در هستهٔ جهان‌بینی تاریخی راست افراطی قرار دارد. خود آدولف هیتلر به همراه دیگر اعضای حزب ملی کارگران سوسیالیست آلمان در جمهوری وایمار (۱۹۱۸–۱۹۳۳) به‌شدت تحت تأثیر چندین متفکر و طرفدار دیدگاه‌های فلسفی، هستی-معرفتی و نظری در قرن نوزدهم و اوایل قرن بیستم در مورد انسان‌شناسی بوم‌شناختی، نژادگرایی علمی، علم همه‌سونگر و جاندارگرایی در رابطه با تشکیل سیستم‌های پیچیده و نظریه‌پردازی جوامع ارگانیک-نژادی قرار گرفتند. یکی از مهم‌ترین تأثیرات ایدئولوژیک بر نازی‌ها، فیلسوف ناسیونالیست آلمانی قرن نوزدهم یوهان گوتلیب فیشته بود که آثارش الهام‌بخش هیتلر و دیگر اعضای حزب نازی بود و ایده‌هایش در میان مبانی فلسفی و ایدئولوژیک ناسیونالیسم قومی با گرایش نازی به‌کار گرفته شد.

## در زیست‌شناسی
سلول‌های موجودات زنده‌ای که تنفس می‌کنند، برای اولین بار در قرن هفدهم در اروپا و پس از اختراع میکروسکوپ مشاهده شدند. قبل از آن دوره موجودات زنده به‌صورت کلی در حوزه‌ای به نام «زیست‌شناسی ارگانیسمی» مورد مطالعه قرار می‌گرفتند؛ این حوزه تحقیقاتی همچنان جزء مهمی از علوم زیستی است.
در زیست‌شناسی، ارگانیسم معتقد است که ساختارهای قابل مشاهده حیات، شکل کلی آن و خواص و ویژگی‌های اجزای تشکیل‌دهنده آن، نتیجهٔ تأثیر متقابل تمام اجزا بر یکدیگر است. نمونه‌هایی از زیست‌شناسان قرن بیستم که ارگانیسم‌دان بودند، راس هریسون، پاول وایس و جوزف نیدهام هستند. دونا هاراوی در اولین کتاب خود کریستال‌ها، پارچه‌ها و مزارع در مورد آن‌ها بحث می‌کند. جان اسکات هالدان (پدر جان هالدان)، ویلیام امرسون ریتر، ادوارد استوارت راسل، جوزف هنری وودگر، لودویگ ون برتلنفی و رالف استینر لیلی از دیگر ارگانیسم‌دانان اوایل قرن بیستم هستند. رابرت روزن بنیان‌گذار «زیست‌شناسی رابطه‌ای» یک بررسی جامع ریاضی و نظریه دسته‌بندی از روابط علی غیرقابل تقلیل ارائه داد که به اعتقاد او مسئول حیات هستند.
زیست‌شناسان اولیه جنبش جاندارگرایی بر دیدگاه ارگانیسم‌محورِ سنتز تکاملیِ توسعه‌یافته تأثیر گذاشته‌اند.

### باشگاه زیست‌شناسی نظری
در اوایل دهه ۱۹۳۰، جوزف هنری وودگر و جوزف نیدهام، به همراه کنراد هل ودینگتون، جان دزموند برنال، دوروتی نیدهام و دوروتی رینچ، باشگاه زیست‌شناسی نظری را تشکیل دادند تا رویکرد جاندارگرایی به زیست‌شناسی را ترویج دهند. این باشگاه با مکانیک‌گرایی، تقلیل‌گرایی و دیدگاه ژن‌محور فرگشتی مخالف بود. بیشتر اعضا تحت تأثیر فلسفه آلفرد نورث وایتهد بودند. این باشگاه به‌دلیل امتناع بنیاد راکفلر از تأمین بودجه تحقیقات منحل شد.

### بوم‌شناسی
در بوم‌شناسی، جاندارگرایی برای اشاره به نظریه‌هایی به‌کار می‌رود که جمعیت‌ها، به‌ویژه جوامع بوم‌شناختی یا اکوسیستم‌ها را بر اساس مدل جاندار منفرد مفهوم‌سازی می‌کنند. به همین ترتیب، اصطلاح «ارگانیسم» گاهی اوقات به‌جای «کل‌گرایی» به‌کار می‌رود، اگرچه نسخه‌هایی از کل‌گرایی وجود دارند که ارگانیسم‌گرا نیستند، بلکه فردگرا هستند.
نسخه‌های اولیه فرضیه گایا رویکردی صریحاً ارگانیسم‌گرایانه اتخاذ کردند و کل زمین را به‌عنوان یک کل ارگانیسم یکپارچه و خودتنظیم‌گر، شبیه به یک موجود زنده، به‌جای صرفاً مجموعه‌ای مکانیکی از اجزای جداگانه مفهوم‌سازی کردند.